# Yael Stone
Yael Stone (Sydney, 6 maart 1985) is een Australische actrice. Ze heeft vooral in het Australische theater gewerkt, en heeft hiervoor twee Sydney Theatre Awards gewonnen. Buiten het Australische theater is ze wellicht het meest bekend door haar rol als Lorna Morello in de Netflix-serie Orange Is the New Black. In de BBC FIRST serie "Picnic at hanging rock" speelt ze Dora, de assistente van de kostschool directrice.

## Filmografie

### Film
| Jaar | Titel             | Rol            | Opmerkingen |
| ---- | ----------------- | -------------- | ----------- |
| 1999 | Me Myself I       | Stacy          |             |
| 2007 | West              | Stacey         |             |
| 2011 | Jailbirds         | Lucy           | korte film  |
| 2017 | The Wilde Wedding | Clementine     |             |
| 2022 | Blacklight        | Helen Davidson |             |
| 2022 | Blaze             | Hannah         |             |

### Televisie
| Jaar      | Titel                   | Rol                 | Opmerkingen     |
| --------- | ----------------------- | ------------------- | --------------- |
| 2001      | The Farm                | de jonge Sam Cooper | miniserie       |
| 2007–2008 | All Saints              | Ann-Marie Preston   | 14 afleveringen |
| 2010–2011 | Spirited                | Linda               | 13 afleveringen |
| 2015      | High Maintenance        | Beth                | 2 afleveringen  |
| 2015      | Childhood's End         | Peretta Jones       | 2 afleveringen  |
| 2013–2019 | Orange Is the New Black | Lorna Morello       | 88 afleveringen |
| 2016      | High Maintenance        | Beth                | 3 afleveringen  |
| 2016      | Deep Water              | Tori Lustigman      | 4 afleveringen  |
| 2018      | Picnic at hanging rock  | Miss Dora Lumley    | miniserie       |

- Library of Congress Control Number: no2015040859
- Système universitaire de documentation: 220906084
- Virtual International Authority File: 315190359
- WorldCat: E39PBJh4qHvm9PP3hFCmJBqbBP